# Кикерино
Кикерино (рос. Кикерино) — селище у Волосовському районі Ленінградської області Російської Федерації.
Населення становить 2067 осіб. Належить до муніципального утворення Калитинське сільське поселення.

## Історія
Від 1 серпня 1927 року належить до Ленінградської області.

## Населення
| 1926  | 1932  | 1933  | 1935  | 1939  | 1945  | 1949  |
| ----- | ----- | ----- | ----- | ----- | ----- | ----- |
| 661   | ↗1400 | →1400 | ↗1800 | ↘1643 | ↘1134 | ↗1532 |
| 1959  | 1970  | 1979  | 1989  | 1997  | 2002  | 2007  |
| ↗2806 | ↘2727 | ↗2743 | ↘1951 | ↘1900 | ↗2005 | ↘1883 |
| 2010  | 2013  | 2017  |       |       |       |       |
| ↗1959 | ↗2076 | ↘2067 |       |       |       |       |